# Onthophagus confertus
Onthophagus confertus là một loài bọ cánh cứng trong họ Bọ hung (Scarabaeidae).